# نهر كويبيني (كاليدونيا الجديدة)
نهر كويبيني هو نهر رئيسي في جنوب شرق كاليدونيا الجديدة. يُعرف نهر كويبيني أيضًا باسم كويبوني. تبلغ مساحة مستجمعه المائي 38 كيلومترًا مربعًا ويشتهر بالطين الاحمر والحجر الرملي البيزوليتي ويشتهر ايضا بتعدين النيكل. يتدفق النهر في البحر شمال غورو.